# 410

## Догађаји
- Википедија:Непознат датум — последње римске легије напуштају Британију
- 24. август — Визиготски краљ Аларик I ушао је у Рим и подвргнуо град тродневној пљачки. Спаљене су две цркве, а људи који су се склонили у цркве обично су поштеђени. Многи Римљани који су преживели беже у Африку, или у Источно римско царство. То је први пут од 390. пре Христа да је Рим пао пред непријатељем.

- Пролеће – Константин III прелази Алпе у Лигурију (Северна Италија), али се повлачи у Галију након што се Геронтије побунио у Шпанији против свог сина Констанса II.
- Нападачи из Ирске, као што су Уи Лиатхаин и Лаигин, харају обалама Велса. Они пљачкају градове и хватају робове, али касније колонизују велика подручја онога што се зове Гвинед, посебно Лиан, обале Арлехведа, Арфона и острва Мона.
- Константин III, римски генерал и политичар, унапређен је у чин магистер милитум. Постаје Хоноријев царски саветник и моћ која стоји иза престола у Западном римском царству.
- Источно римско царство шаље шест легија (6.000 људи) да помогну Хонорију у Равени. Он преговара са краљем Алариком I, који свечано свргава Приска Атала као ко-цара.
- Галу Плацидију, ћерку Теодосија I, заробљавају Визиготи и постаје талац током њиховог пресељења са италијанског полуострва у Галију.
- Аларик I маршира на југ у Калабрију и прави планове за инвазију на Африку. Али олуја уништава његову готску флоту и многи његови војници су се удавили. Аларик умире у Козенци, вероватно од грознице, а његово тело је закопано заједно са благом испод корита реке Бусенто. Наслеђује га његов зет Атаулф, који постаје краљ Визигота.
- Према Зосиму, ово је година када цар Хонорије шаље свој рескрипт (дипломатско писмо) романо-британским магистратима, чиме је окончана римска власт у Британији.
- Град Алериа на острву Корзика разорен је огромним пожаром који је уништио његову луку и већину њених становника.
- Притхивисена постаје краљ Вакатаке у Декану (Индија).
- Сабор у Селеукији: Персијски хришћани стварају националну цркву и усвајају Никејски симбол вере.
- Гонорат Арелатски оснива манастир Лерин на острву Сен-Онорат (Француска) и формира монашку заједницу.

## Смрти
- Аларих I, краљ Визигота
- Ханзеи, цар Јапана
- Марон Сиријски, сиријски хришћански монах
- Света Олимпијада
- Евпраксија Цариградска